# Absidia inflata
Absidia inflata är en svampart som beskrevs av J.H. Mirza, S.M. Khan, S. Begum & Shagufta 1979. Absidia inflata ingår i släktet Absidia och familjen Mucoraceae.   Inga underarter finns listade i Catalogue of Life.